# مرتبة
المَرْتَبَةُ أو المطرح حشية من مادة ما (كالقطن أو الإسفنج الاصطناعي) أو النوابض توضع على السرير للنوم ومنها أنواع طبية ومائية وهوائية.

## اقرأ كذلك
- مرتبة هوائية

## روابط خارجية
معلومات على مرتبة مصنعة من الإسفنج الصناعي المضغوط على موقع مراتب يانسن و مراتب تاكي.